# 조이 카르보노프시나

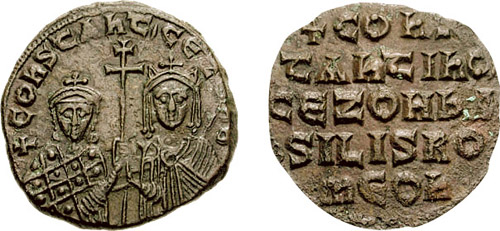
조이와 그녀의 아들 황제 콘스탄티노스 7세.

조이 카르보노프시나(그리스어: Ζωή Καρβωνοψίνα)는 비잔티움 황제 레온 6세의 네 번째 황후이자 콘스탄티노스 7세의 어머니이다. 카르보노프시나는 '석탄처럼 까만 눈'이라는 뜻이다.
조이는 비잔티움의 해군 제독인 히메리오스의 조카 딸이었는데 레온 6세의 애인이 되었다. 당시 레온은 이미 세 번 결혼 했는데 세 번의 결혼에서 모두 아들을 얻지 못했다. 레온은 비록 조이와 결혼 할 수는 없었으나 두 사람의 관계를 굳이 숨기지 않았고 교회도 모른 척하고 있었다. 아들을 간절히 원했던 레온은 조이와의 사이에서 905년 9월 아들이 태어나자 조이를 다시 정식 황후로 만들기로 했다. 콘스탄티노폴리스 총대주교는 황제의 네번째 결혼을 교회법상 인정할 수는 없었기에 조이를 황궁에서 내보내는 대신 새로 태어난 아들을 인정하고 세례를 베풀기로 하였다. 그러나 레온은 조이를 다시 불러들였고 비밀리에 결혼식을 치렀다. 이로 인해 황제와 교회와의 사이는 급격히 벌어졌다. 교회의 입장은 네번의 결혼을 절대 인정할 수 없다는 것이었다. 황제는 로마의 교황 세르지오 3세와 협력관계를 맺고 자신의 사혼을 인정받았고 이를 근거로 자신의 사혼에 반대하던 총대주교 니콜라오스 1세를 몰아내는 데 성공했다. 이로써 조이와 레온은 교회도 인정한 정식 부부가 되었고 그들의 아들 콘스탄티노스 7세는 포르피로게니투스 (즉, 황실에서 태어난 황태자)의 지위를 얻었다.
레온은 912년 5월 11일 죽었고 그의 동생 알렉산드로스가 황제에 올랐다. 알렉산드로스는 형 레온을 싫어해서 형수인 조이를 황궁에서 몰아내었고 조카인 콘스탄티노스를 거세하려고까지 하였다. 알렉산데르가 병에 걸려 사경을 헤매게 되자 조이는 황급히 황궁으로 돌아와 아들을 황제에 앉히려고 시도하였고 알렉산드로스는 콘스탄티노스를 후계자로 임명하고 죽었다. 그러나 당시 7살이던 콘스탄티노스를 위한 섭정에는 조이에 반대하던 총대주교 니콜라오스를 임명하고 조이는 체포되어 삭발당하고 외딴 수녀원에 추방되었고 이름도 안나 수녀로 바뀌게 되었다.
그러나 연이어 반란이 일어나고 불가르족의 시메온 1세가 침공해오자 섭정단 니콜라오스 총대주교의 지위는 많이 약해졌고 914년 2월 조이는 수녀원에서 돌아와 다시 황후가 되었고 새로 자신의 친구들과 조언자들로 섭정단을 구성하여 제국을 통치하였다. 황후는 환관들과 함께 제국의 안위를 위해 중요한 세 가지 승리를 거두었는데 이슬람과 제국의 완충역할을 해 오던 아르메니아의 왕으로 아쇼트를 지원하여 아르메니아가 제국의 편에 서게 했다. 또한 타르수스의 근거지에서 무슬림 대군을 격파하고 남 이탈리아에서도 사라센에게 대규모 승리를 거두었다.
한편 콘스탄티노스와 자신의 딸을 결혼시킬 야심을 가지고 있던 불가르의 시메온은 조에가 다시 권력을 잡고 그 결혼을 거절하자 또 다시 제국을 침공하였다. 조이는 불가르족에 대해서도 2년여동안 접전을 벌여 일정부분 성과를 거두기도 하였다. 그러나 917년에 조에는 두 차례의 대규모 참패를 당했고 이듬해에는 권력이 흔들리기 시작했다. 조이는 레온 포카스라는 귀족 출신 장군을 황궁으로 불러들여 권력을 강화하려 했으나 로마노스 레카페노스라는 장군과의 권력 다툼에서 지고 말았다. 로마노스는 조이를 섭정의 자리에서 물러나게 하고 황궁에서 사실상 연금상태로 만들었고 920년에는 조이를 다시 유페미아 수녀원에 삭발 한후 안나 수녀로 만들어 감금해 버렸다. 조이는 그곳에서 죽은 것으로 추정된다.